# Cristalândia
Cristalândia là một đô thị thuộc bang Tocantins, Brasil. Đô thị này có diện tích 1848,231 km², dân số năm 2007 là 6521 người, mật độ 3,53 người/km².